# Марья Моревна
Ма́рья Море́вна (девица Синеглазка, Царь-девица, Усоньша-богатырша, Белая Лебедь Захарьевна) — дева-богатырша, королевна, героиня русских народных сказок, обладающая большой колдовской силой и заковавшая в цепи Кощея Бессмертного. Она красива, мудра, справляется с невыполнимыми заданиями. Её должен добыть и взять себе в жёны главный герой сказки.
Тот же женский образ выступает под именем Марьи-царевны, Василисы Премудрой, Елены Прекрасной.
Трактовка слова «Моревна» — это дочь морского царя.
В некоторых песнях упоминается как "Моревна" - дочь Моры (Мары), богини смерти.
Сказочный образ
В одном из сказаний о Марье Моревне происходит следующее: после смерти родителей Иван-Царевич выдаёт замуж трёх сестёр, а сам женится на степной воительнице Марье Моревне, пленившей Кощея прекрасной королевне. Через некоторое время Марья Моревна отъезжает и говорит супругу: «Везде ходи, за всем присматривай; только в этот чулан не моги заглядывать», не то «худо нам будет». Но не послушался Иван-Царевич и открыл чулан, отворил дверь — а там висит Кощей Бессмертный, на двенадцати цепях прикован. Выпив три ведра воды, принесённые ему Иваном-царевичем, Кощей разрывает двенадцать цепей и освобождается из подземелья. При этом он похищает саму Марью.
Иван-царевич решает её вернуть, и идёт за помощью к мужьям своих сестёр: Ворону Вороновичу, Соколу Соколовичу и Орлу Орловичу — могущественным оборотням, которые умеют превращаться из птиц в добрых молодцев. С помощью их советов Иван несколько раз освобождает Марью Моревну из Кощеева плена, но Кощей всё время настигает его на своём волшебном быстроногом коне. Два раза он щадит Ивана (из-за того, что тот ему помог), на третий — убивает, расчленив саблей. Ворон, Сокол и Орёл оживляют Ивана и дают ему добрый совет: добыть волшебного коня у Бабы-Яги. Когда у Ивана появляется такой же волшебный конь, как у Кощея, они сходятся в поединке, Иван убивает Кощея булавой или бросив на землю яйцо со смертью Кощея, сжигает тело на костре и освобождает Марью Моревну.
Также в сказке имеются параллели с античным мифом о похищении Аидом Персефоны.

## В кино
- В фильме-сказке Александра Роу «Кащей Бессмертный» (1944) роль Марьи Моревны исполнила актриса Галина Григорьева.